# Banco de la República Oriental del Uruguay (Bauwerk)

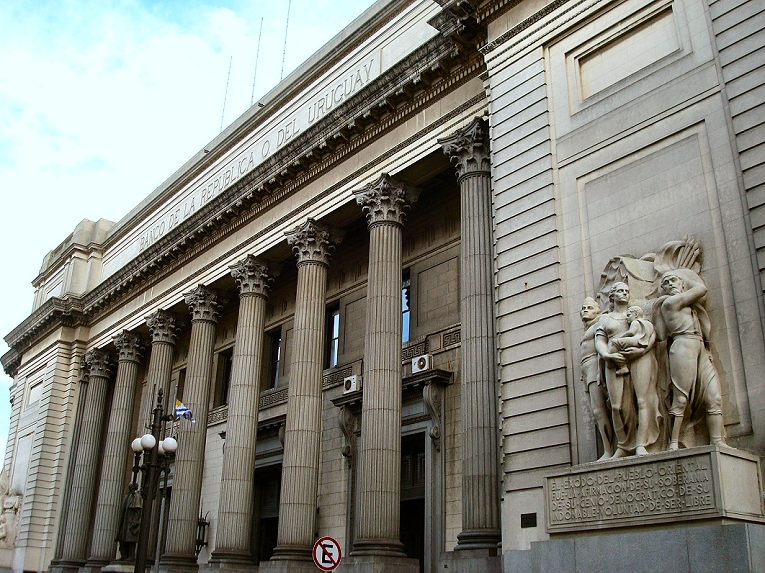
Banco de la República Oriental del Uruguay

Die Banco de la República Oriental del Uruguay ist ein Bauwerk in der uruguayischen Landeshauptstadt Montevideo.
Das nach einem 1916 durchgeführten internationalen Wettbewerb 1921 abschließend geplante und von 1926 bis 1938, dem Jahr der Einweihung, errichtete Gebäude befindet sich in der Ciudad Vieja an der Calle Cerrito 351 zwischen den Straßen Zabala und Solís. Für den Bau zeichneten die im vorangegangenen Wettbewerb mit dem Ersten Preis bedachten Architekten Juan Veltroni und J. Genovese und hinsichtlich der endgültigen Planung des Projekts Veltroni und Raúl Lerena Acevedo verantwortlich. Das neoklassizistisch einzustufende Gebäude dient als Sitz der 1857 gegründeten Banco de la República Oriental del Uruguay (BROU), worauf auch seine Planung ausgerichtet war. Das 40 Meter hohe, siebenstöckige Bauwerk verfügt über eine Grundfläche von 6708 m².
Seit 1975 ist das Gebäude als Monumento Histórico Nacional klassifiziert.
Nicht zu verwechseln ist es mit dem gleichnamigen Bauwerk an der Avenida 18 de Julio, das eine Zweigstelle der Banco de la República (BROU) beherbergt. Dessen offizieller Name lautet jedoch Agencia 19 de Junio.